# Dodogaster grangeri
Dodogaster grangeri – gatunek błonkówki z rodziny męczelkowatych, jedyny przedstawiciel rodzaju Dodogaster. Gatunek został opisany na podstawie dwóch odłowionych samic.

## Zasięg występowania
Występuje na Reunionie.